# Kronenprozent
Das Kronenprozent bezeichnet den Anteil der grünen Äste – der „Krone“ – eines Baumes an dessen Höhe. Das Kronenprozent ist grundsätzlich mit der Vitalität – und der sich daraus ergebenden Massenleistung – sowie der Stabilität eines einzelnen Baumes gleichzusetzen.
Hinsichtlich der wirtschaftlichen Qualität des Holzes ist das Kronenprozent eher – allerdings nicht unbedingt – negativ korreliert. Die Kombination von Vitalität, Stabilität, Massenleistung und Qualität zu optimieren ist Grundanliegen des Waldbaus.